# Алданский район

Физическая карта Алданского района

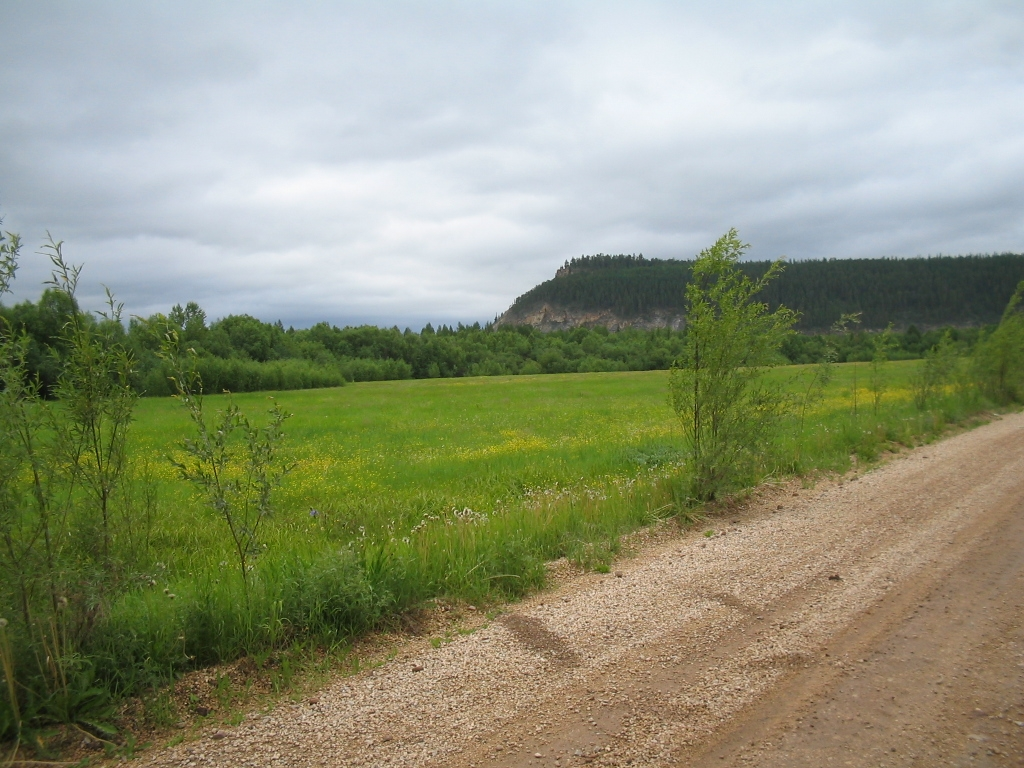
Природа в окрестностях Томмота

Алда́нский райо́н (якут. Алдан улууһа) — административно-территориальная единица (район) и муниципальное образование (муниципальный район) в Республике Саха (Якутия) Российской Федерации.
Административный центр — город Алдан.

## География
Район расположен на юге республики Саха (Якутия), на Алданском щите. На поверхность выходят древнейшие кристаллические образования горных пород с возрастом более 3 миллиардов лет. Площадь района — 156,8 тыс. км². Самая высокая точка района — 2 264 м (гора у истоков р. Гонам).
Крупные реки района: Алдан, Унгра, Тимптон, Гонам, Учур, Амга. Все реки обладают быстрым течением, изобилуют перекатами и порогами. По проходимости относятся к III и IV категории сложности, судоходный участок реки Алдан составляет 1 763 км. Долины рек практически безлюдны и слабо освоены.
Согласно оценке природных условий жизни населения район значительно уступает равнинным территориям Центральной и Северо-Западной Якутии, лежащим до 1000 км севернее. По данным медикогеографического районирования территория относится к дискомфортным с затрудненной компенсацией, рекомендуемый срок проживания пришлых контингентов от 3 до 6 лет, полная адаптация возможна только для коренного населения, а оно составляет незначительную долю населения: 3,86 % — якуты, 4,11 % — эвенки.

## История
Район образован 5 мая 1930 года. 18 июля 1959 года к Алданскому району был присоединён Учурский район.

## Население
| 1970    | 1979    | 1989    | 2002    | 2009    | 2010    | 2011    | 2012    | 2013    |
| ------- | ------- | ------- | ------- | ------- | ------- | ------- | ------- | ------- |
| 60 863  | ↘53 207 | ↗63 812 | ↘49 346 | ↘46 070 | ↘42 632 | ↘42 514 | ↗42 658 | ↘42 209 |
| 2014    | 2015    | 2016    | 2017    | 2018    | 2019    | 2020    | 2021    | 2022    |
| ↘41 629 | ↘41 038 | ↘40 431 | ↘39 858 | ↘39 492 | ↘38 441 | ↗39 149 | ↗39 833 | ↗40 162 |
| 2023    |         |         |         |         |         |         |         |         |
| ↘39 279 |         |         |         |         |         |         |         |         |

### Национальный состав
| № |                           | Численность населения, чел. (2010) | % от всего | % от указав- ших нацио- наль- ность |
| - | ------------------------- | ---------------------------------- | ---------- | ----------------------------------- |
|   | всего                     | 42 632                             | 100,00 %   |                                     |
| 1 | Русские                   | 33 656                             | 78,95 %    | 80,03 %                             |
| 2 | Эвенки                    | 2073                               | 4,86 %     | 4,93 %                              |
| 3 | Якуты                     | 1576                               | 3,70 %     | 3,75 %                              |
| 4 | Украинцы                  | 1535                               | 3,60 %     | 3,65 %                              |
| 5 | Татары                    | 476                                | 1,12 %     | 1,13 %                              |
| 6 | Эвены                     | 271                                | 0,64 %     | 0,64 %                              |
| 7 | Армяне                    | 269                                | 0,63 %     | 0,64 %                              |
|   | другие                    | 2199                               | 5,16 %     | 5,23 %                              |
|   | указали национальность    | 42 055                             | 98,65 %    | 100,00 %                            |
|   | не указали национальность | 577                                | 1,35 %     |                                     |

## Муниципально-территориальное устройство
Алданский район, в рамках организации местного самоуправления, включает 7 муниципальных образований, в том числе 4 городских поселения и 3 сельских поселения (наслега):
| № | Муниципальное образование | Административный центр | Количество населённых пунктов | Население (чел.) | Площадь (км²) |
| - | ------------------------- | ---------------------- | ----------------------------- | ---------------- | ------------- |
| 1 | город Алдан               | город Алдан            | 3                             | ↘21 613          | 11110,00      |
| 2 | город Томмот              | город Томмот           | 5                             | ↘6727            | 40960,00      |
| 3 | посёлок Ленинский         | пгт Ленинский          | 4                             | ↘2644            | 3070,00       |
| 4 | посёлок Нижний Куранах    | пгт Нижний Куранах     | 3                             | ↘6020            | 1450,00       |
| 5 | национальный наслег Анамы | село Кутана            | 1                             | ↘530             | 65489,78      |
| 6 | Беллетский наслег         | село Хатыстыр          | 2                             | ↗1714            | 25440,00      |
| 7 | Чагдинский наслег         | село Чагда             | 1                             | ↘181             | 9300,00       |

### Населённые пункты
В Алданском районе 19 населённых пунктов.
| №  | Населённый пункт | Тип     | Население | Муниципальное образование |
| -- | ---------------- | ------- | --------- | ------------------------- |
| 1  | Алдан            | город   | ↘21 490   | город Алдан               |
| 2  | Безымянный       | пгт     | →0        | город Томмот              |
| 3  | Большой Нимныр   | посёлок | ↘123      | город Алдан               |
| 4  | Верхний Куранах  | село    | ↘432      | посёлок Нижний Куранах    |
| 5  | Верхняя Амга     | село    | ↘12       | город Томмот              |
| 6  | Кутана           | село    | ↘530      | национальный наслег Анамы |
| 7  | Лебединый        | пгт     | ↘905      | посёлок Ленинский         |
| 8  | Ленинский        | пгт     | ↘1715     | посёлок Ленинский         |
| 9  | Нижний Куранах   | пгт     | ↘5418     | посёлок Нижний Куранах    |
| 10 | Орочён 1-й       | село    | ↗17       | посёлок Ленинский         |
| 11 | Орочён 2-й       | село    | ↘6        | город Алдан               |
| 12 | Томмот           | город   | ↘6320     | город Томмот              |
| 13 | Угоян            | село    | ↘291      | Беллетский наслег         |
| 14 | Улу              | село    | ↘109      | город Томмот              |
| 15 | Хатыстыр         | село    | ↗1437     | Беллетский наслег         |
| 16 | Чагда            | село    | ↘181      | Чагдинский наслег         |
| 17 | Ыллымах          | посёлок | ↘326      | город Томмот              |
| 18 | Якокит           | село    | ↘201      | посёлок Нижний Куранах    |
| 19 | Якокут           | село    | ↘8        | посёлок Ленинский         |

Упразднённые населённые пункты:
- 1999 год — посёлки Добролёт, Каталах, Лаппа, Малый Нимныр, Озёрный, Снежный, Тобук, Усть-Селигдар, Хайысардах, Эльконка, Эмельджак[30]
- 2003 год — посёлок Заречный, административно подчиненного поселку Безымянный[31]

## Экономика
Промышленность
Ведущее место в экономике занимает горнодобывающая промышленность — добыча золота, слюды, имеется производство строительных материалов, ремонтно-механические и автотранспортные предприятия, деревообработка, отрасли ювелирной, пищевой промышленности.
В 2004 г. прекращена добыча слюды из-за неблагоприятной обстановке на рынке
Добыча золота китайцами ведётся на старательском полигоне; без достаточного внимания к охране окружающей среды и безопасности. Местные жители возмущены тем, что действия золотодобытчиков создают угрозу для "местного кочевого устоя коренных жителей".
Торговля и сфера услуг
Оборот розничной торговли составляет 8,9 млрд. рублей, услуг общественного питания 1,2 млрд.руб., объем платных услуг 1,5 млрд. рублей.
Транспорт.
Перевезено автомобильным транспортом 863,3 тыс. тонн грузов, объем пассажирских перевозок автомобильным и железнодорожным транспортом составил 1,3 млн и 83,8 тыс. пассажиров.
- Амуро-Якутская автомобильная магистраль
- Амуро-Якутская железнодорожная магистраль
- Основные пристани на реке Алдан — Томмот и Чагда.

## Экология
Высокое содержание радона в источниках питьевого водоснабжения и в воздухе помещений Алданского района – давняя проблема, обусловленная геологическим строением района, где в горных породах, преимущественно в гранитах, высокое содержание радия, из которого в воду, почву и воздух эманирует радон. Мощность дозы гамма-излучения в Алданском районе находится в пределах 0,10 мкЗв/ч, ниже уровней среднереспубликанских значений.